# Risby (Slesvig)
 For alternative betydninger, se Risby. (Se også artikler, som begynder med Risby)
Risby (dansk) eller Rieseby (tysk) er en landsby og kommune beliggende 9 kilometer nord for Egernførde (Egernfjord) og syd for Slien på halvøen Svans i det østlige Sydslesvig. Administrativt hører kommunen under Rendsborg-Egernførde kreds i den nordtyske delstat Slesvig-Holsten. Kommunen samarbejder på administrativt plan med andre kommuner i omegnen i Slien-Østersøen kommunefællesskab (Amt Schlei-Ostsee). Risby er sogneby i Risby Sogn. Sognet lå i Risby Herred (senere Svans godsdistrikt, Slesvig), da området var dansk.
Risby er siden 1881 stationsby på banestrækningen Kiel-Egernførde-Flensborg.

## Geografi
Kommunen omfatter ved siden af selve Risby også landsbyerne og bebyggelserne Boholm, Bastrup (på dansk også Bostorp, på tysk Basdorf), Bøgeaa (Büchenau), Bøgholt (Buchholz), Humleved (Hummelsweth), Hørst (Horst), Krat (Kratt), Myrholm (Mürholm), Nordby (også Nørby, Norby), Simmert (Zimmert), Sønderby (Sönderby), Patermis (Patermess), Voßkuhl (nedertysk for Rævekule) og godserne Bystrup el. Bystorp (Büstorf), Krisby (Krieseby) med Krisbyaa (Kriesebyau), Stubbe med Stubbeskov (Stubbeholz) og Sakstrup (på dansk også Sakstorp, på tysk Saxtorf) med Legerskov og skovområderne Bøgholt (Buchholz), Jansholt (Jahnsholz), Kalholt eller Kolholt (Kollholz) og Petriholt (Petriholz). 
Ved Bystrup Nor ligger halvøen Hagehoved / Hakenhøvt. Tidligere var der en færgeforbindelse fra Hagehoved til Ulsnæs Strand i Angel.
Risbys nabokommuner er Kosel i sydvest, Gammelby og Barkelsby i syd, Lose i sydøst, Holstoft i nordøst og Tumby i øst. Den lille Pugdam Å (Pukdammer Au) danner på en strækning kommunegrænsen til Gammelby.

## Historie
Stednavnet dukker første gang op som betegnelse for herredet (Rysbyharret) i Slesvig domkapitels skatteliste (Registrum capituli Slesvicensis) i 1352. I domkapitels skatteliste fra 1407 blev byen kaldt Rysebu. Risby tælles blandt de ældste byer i Sydslesvig. Stednavnet er sammensat af ris (krat, busk) og -by. I den danske tid hørte stedet under Risby Sogn (Risby Herred). Byen menes at være allerede opstået i vikingetiden eller kort tid før vikingetiden. På samme tid bosatte sig danske jyder på halvøen. I middelalderen var byen tingsted for hele halvøen Svans (Risby Herred). Derom vidner stadig gadenavnet Tingstok (på tysk Dingstock, sml. Tingstok).
Byens murstenskirke (Risby Kirke) blev i 1220 opført i senromansk stil. Kirken er en værdifuld levning fra valdemarstiden i Sydslesvig. Ligesom domkirken i Slesvig var kirken i Risby viet til Sankt Peter.
Den i 2020 nedlagte danske landsbyskole (Risby danske Skole) skal omybgges til kulturhus. I Nordby findes en hollændermølle fra 1800-tallet med tilhørende hjemstavnsmuseum.

## Galleri
- Gård i Risby, en blandingsform af Saksergård og Sønderjysk/Slesvigsk Gård
- Hjemstavnsmuseet på Risby Mølle
- Skoven Jansholt (≈St. Johannes Skov) ved Slien
- Skoven Petriholt (≈St. Peters Skov)
- Slien ved Bystrup Nor med halvøen Hagehoved (Hakenhöft)
- Risbyherreds tidligere tingsted i Risby
- Den tidligere danske skole
- Porthus Krisby gods
- Sakstrup gods

## Kendte
Præsten Johann Rudolph Christiani (1761-1841) kom fra Nordby.